# Deutsche Dreiband-Meisterschaft 1970/71
Die Deutsche Dreiband-Meisterschaft 1970/71 (DDM) war die 37. Ausgabe dieser Turnierserie und fand vom 10. bis 12. Dezember 1970 in Gelsenkirchen, Nordrhein-Westfalen statt.

## Turnierkommentar
Als Ausrichter fungierte der Billardkreis Gelsenkirchen-Wattenscheid, als Spielstätte fungierte erstmals eine Sporthalle. Die Wahl fiel auf das Gelsenkirchener Sporthallenzentrum Schürenkamp. Sie diente dem Ausrichter als Testlauf zu der in der Saison 1971/72 stattfindenden Europameisterschaft und wurde, sowohl von den Spielern, als auch den Besuchern, als gelungen und sehr befriedigend bewertet.
Wie schon in den Jahren zuvor gab es wieder ein Teilnehmerfeld von 10 Spielern, die in zwei Gruppen antraten. Die Gruppenletzten schieden aus und mussten die Hauptrunde von der Bank aus anschauen. Erneut traf es Gert Tiedtke, der sich als Kunststoßer immer noch nicht im Dreiband heimisch fühlte, anders als sein älterer Bruder August. Der 20-fache Goldmedaillengewinner musste sich jedoch diesmal dem Kölner Erich Heinrichs geschlagen geben und vergab damit den Meistertitel. Er sorgte dennoch für eine Überraschung. In der zweiten Runde der Gruppenphase schlug er Josef Janzen mit 60:24 in nur 39 Aufnahmen und stellte damit einen neuen deutschen Rekord im Durchschnitt auf. Er schraubte diesen von der Altmarke von 1,428 auf den neuen Höchststand von 1,538. Gleichzeitig übertraf er seinen eigenen 29 Jahre alten DDM-Rekord von 1941 (1,315). Am Ende blieb dem Rekordmeister, der in 35 Jahren 20 Goldmedaillen errang, nur die Silbermedaille. Dies war auch seine letzte Teilnahme bei der DDM. Im Sommer 1972 verstarb der Ausnahmespieler mit nur 59 Jahren an einer Krebserkrankung.

## Modus
Es spielte „Jeder gegen Jeden“ (Round Robin) auf 60 Punkte mit Nachstoß. In der Qualifikationsrunde wurde in zwei Gruppen zu je fünf Spielern gespielt. Die besten acht Spieler kamen in die Endrunde. Alle Spiele flossen in die Endwertung ein.

## Vorrunde
| Gruppe A | Gruppe A                         | Gruppe A | Gruppe A | Gruppe A | Gruppe A |
| Platz    | Name                             | MP       | GD       | BED      | HS       |
| -------- | -------------------------------- | -------- | -------- | -------- | -------- |
| 1        | Joseph Bücken (Aachen)           | 8:0      | 0,693    | 0,857    | 5        |
| 2        | August Tiedtke (Berlin)          | 4:4      | 0,957    | 1,538    | 8        |
| 3        | Siegfried Spielmann (Düsseldorf) | 4:4      | 0,758    | 0,869    | 6        |
| 4        | Erich Heinrichs (Köln)           | 2:6      | 0,669    | 0,821    | 7        |
| 5        | Josef Janzen (Bottrop)           | 2:6      | 0,577    | 0,675    | 4        |

| Gruppe B | Gruppe B                           | Gruppe B | Gruppe B | Gruppe B | Gruppe B |
| Platz    | Name                               | MP       | GD       | BED      | HS       |
| -------- | ---------------------------------- | -------- | -------- | -------- | -------- |
| 1        | Hans-Dietrich Runkehl (Düsseldorf) | 8:0      | 0,761    | 1,071    | 8        |
| 2        | Ernst Rudolph (Köln)               | 4:4      | 0,785    | 1,111    | 8        |
| 3        | Dieter Müller (Berlin)             | 4:4      | 0,702    | 0,769    | 7        |
| 4        | Dieter Häring (Berlin)             | 2:6      | 0,599    | 0,689    | 5        |
| 5        | Gert Tiedtke (Düsseldorf)          | 2:6      | 0,579    | 0,697    | 7        |

## Abschlusstabelle
| MP    | Match Points (Sieger = 2; Unentschieden = 1; Verlierer = 0) |
| Pkte. | Erzielte Karambolagen                                       |
| Aufn. | Benötigte Versuche                                          |
| GD    | Generaldurchschnitt                                         |
| BED   | Bester Einzeldurchschnitt eines Spielers                    |
| HS    | Höchstserie                                                 |
|       | Bester GD des Turniers                                      |
|       | Bester ED des Turniers                                      |
|       | Beste HS des Turniers                                       |
|       | 1. Platz (Gold)                                             |
|       | 2. Platz (Silber)                                           |
|       | 3. Platz (Bronze)                                           |

| 1                          | Hans-Dietrich Runkehl (Düsseldorf) | 14:2 | 0,697 | 1,071 | 8 |
| 2                          | August Tiedtke (Berlin)            | 12:4 | 0,937 | 1,538 | 8 |
| 3                          | Joseph Bücken (Aachen)             | 12:4 | 0,703 | 1,000 | 6 |
| 4                          | Ernst Rudolph (Köln)               | 9:7  | 0,746 | 1,111 | 7 |
| 5                          | Dieter Müller (Berlin)             | 8:8  | 0,720 | 0,789 | 8 |
| 6                          | Siegfried Spielmann (Düsseldorf)   | 6:10 | 0,729 | 0,869 | 6 |
| 7                          | Erich Heinrichs (Köln)             | 4:12 | 0,658 | 0,952 | 7 |
| 8                          | Dieter Häring (Berlin)             | 3:13 | 0,586 | 0,697 | 8 |
| 9                          | Gert Tiedtke (Düsseldorf)          | 2:6  | 0,579 | 0,697 | 7 |
| 10                         | Josef Janzen (Bottrop)             | 2:6  | 0,577 | 0,674 | 4 |
| Turnierdurchschnitt: 0,701 |                                    |      |       |       |   |